# Big Dipper (Blackpool)
The Big Dipper in Pleasure Beach Resort (Blackpool, Lancashire, UK) ist eine Holzachterbahn von William Strickler, die am 23. August 1923 eröffnet wurde. Sie wurde ursprünglich von John A. Miller konstruiert. Charlie Paige und Joe Emberton erweiterten 1936 die Strecke um zwei weitere Abfahrten und einen Bogen über dem Südeingang des Parks.

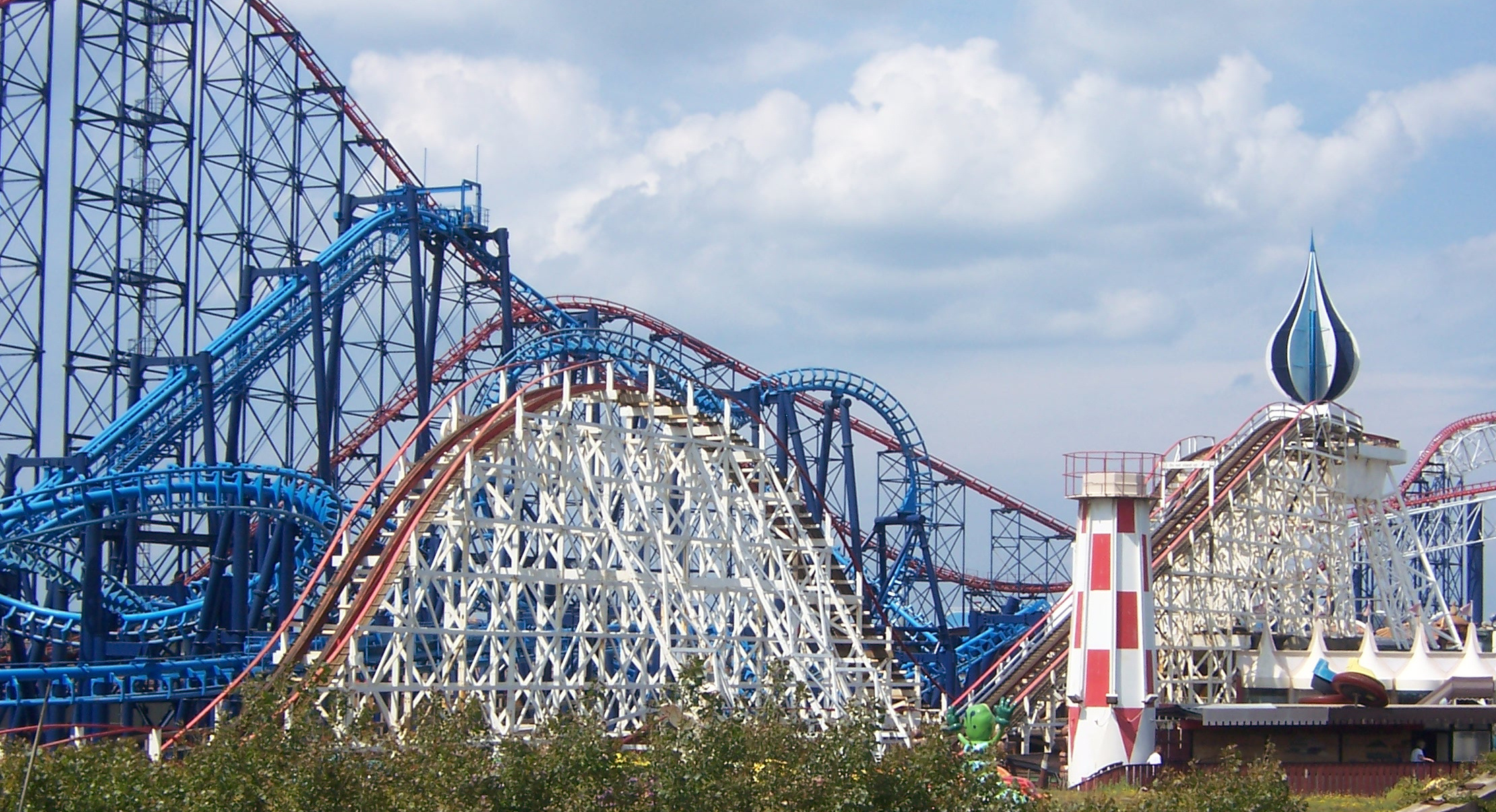

Im August 1998 stellte Richard Rodriguez einen Rekord auf Big Dipper auf, als er sie über 1000 Stunden fuhr. Im Juni 2000 brach er diesen Rekord, indem er 2000 Stunden auf Big Dipper verbrachte.

## Züge
The Big Dipper besitzt zwei Züge des Herstellers Philadelphia Toboggan Coasters mit jeweils drei Wagen. In jedem Wagen können sechs Personen (drei Reihen à zwei Personen) Platz nehmen. Die Fahrgäste müssen mindestens 1,17 m groß sein, um mitfahren zu dürfen.